# Nitrofurantoin
Nitrofurantoin je bakteriostatički ili baktericidni agens u zavisnosti od koncentracije i podložnosti inficirajućeg organizma. Nitrofurantoin je aktivan proti pojedinih Gram pozitivnih organizama, kao što su S. aureus, S. epidermidis, S. saprophyticus, Enterococcus faecalis, S. agalactiae, grupa D. streptococci, Viridians streptococci i Corynebacterium. Njegov spektar aktivnosti protiv Gram negativnih organizama obuhvata: E. coli, Enterobacter, Neisseria, Salmonella i Shigella. In se može koristiti kao alternativa trimetoprim/sulfametoksazolu za tretiranje infekcija urinarnog trakta, mada može da bude manje efektivan u eradikaciji vaginalnih bakterija.

## Spoljašnje veze
|  | Molimo Vas, obratite pažnju na važno upozorenje u vezi sa temama iz oblasti medicine (zdravlja). |